# Nano-FTIR

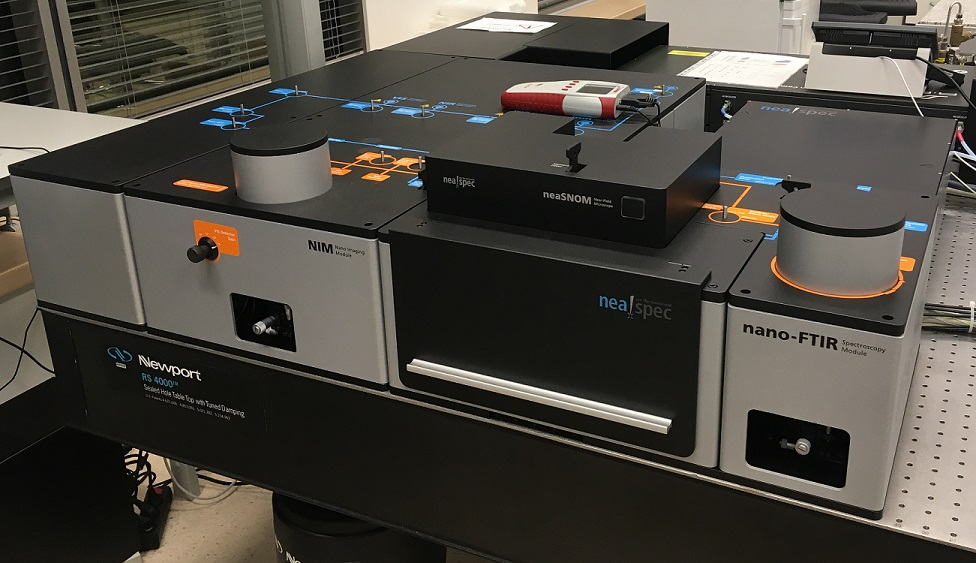
Mikroskop nano-FTIR produkcji neaspec GmbH znajdujący się na terenie Uniwersytetu Warszawskiego

nano-FTIR – nanospektroskopia w podczerwieni z transformatą Fouriera (z ang. nanoscale Fourier Transformed Infrared Spectroscopy) – technika spektroskopii w podczerwieni umożliwiająca chemiczną i strukturalną charakteryzację takich materiałów jak: ciała stałe i półprzewodniki, materiały kompozytowe, organiczne, polimery oraz biomateriały w skali nanometrycznej w zakresie spektralnym 400–4500 cm−1 z rozdzielczością przestrzenną przekraczającą limit dyfrakcyjny Rayleigha. Pierwsza prezentacja układu nano-FTIR przeprowadzona została w 2006 roku w Instytucie Biochemii im. Maxa Plancka (MPIB) w Niemczech, natomiast w 2007 roku utworzone zostało niemieckie przedsiębiorstwo, spin-off, neaspec GmbH, które dwa lata później przygotowało pierwszy komercyjnie dostępny układ.
Nano-FTIR jest techniką komplementarną do innych metod pomiarowych wykorzystujących mikroskop ze skanującą sondą, takich jak: wzmocniona na ostrzu spektroskopia Ramana (TERS), skaningowa mikroskopia optyczna pola bliskiego (SNOM) oraz spektroskopia w podczerwieni połączoną z mikroskopią sił atomowych (AFM-IR).

## Podstawy działania
Układ nano-FTIR składa się z szerokopasmowego źródła promieniowania elektromagnetycznego oraz spektrometru FTIR opartego na asymetrycznym interferometrze Michelsona, w którym na końcu jednego z ramion znajduje się sonda mikroskopu sił atomowych. Zastosowanie układu interferometrycznego pozwala znacząco zwiększyć skuteczność detekcji sygnału rozproszonego w wyniku konstruktywnej interferencji z wiązką odniesienia oraz umożliwić jednoczesny pomiar takich wielkości jak amplituda s i faza φ bliskiego pola, które związane są z lokalnymi właściwościami optycznymi badanego materiału.

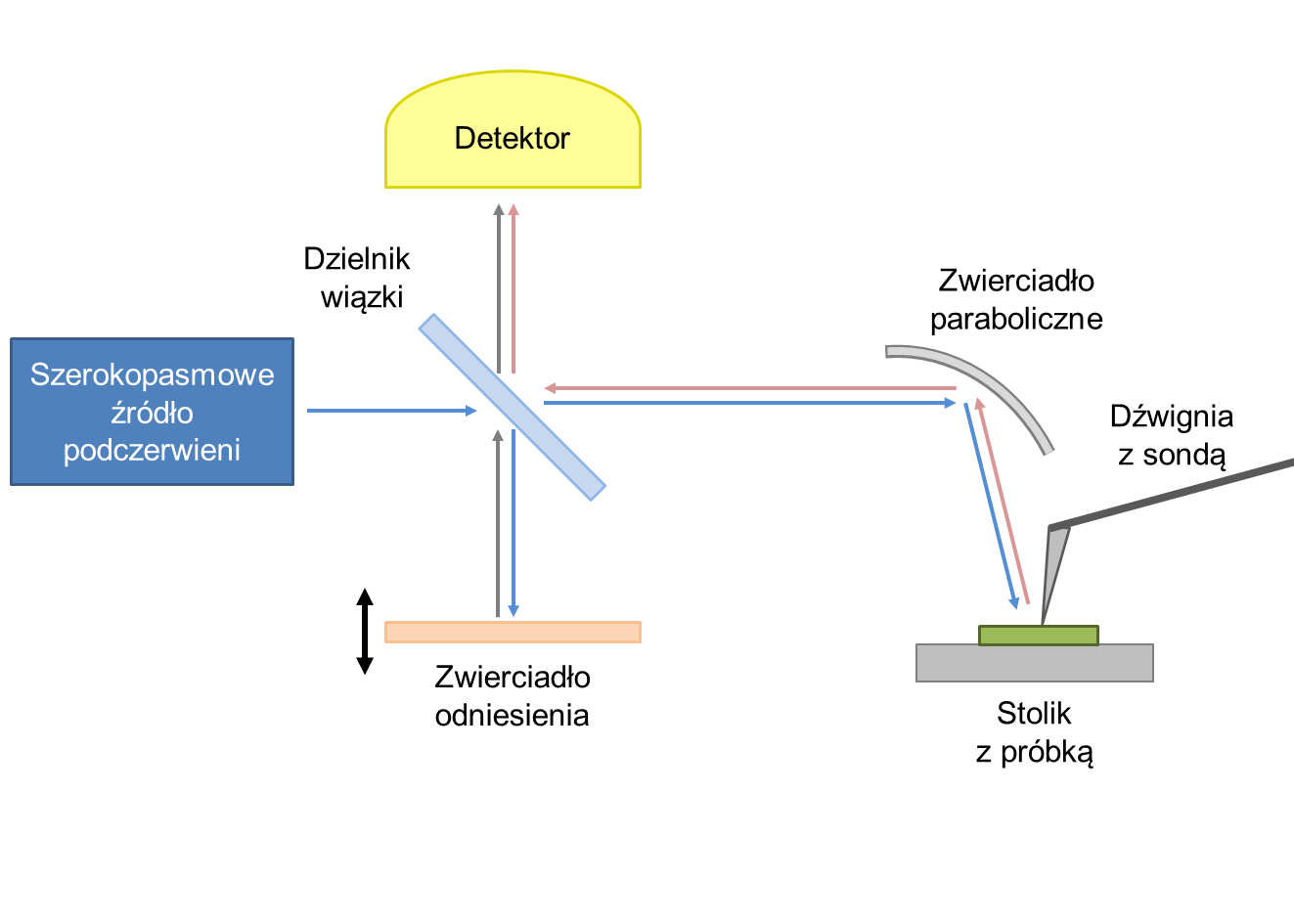
Schemat budowy układu nano-FTIR

Zastosowanie mikroskopu AFM w urządzeniu umożliwia jednoczesne rejestrowanie topografii powierzchni oraz widm absorpcji w podczerwieni z rozdzielczością przestrzenną zależną tylko od średnicy ostrza sondy i znacząco przekraczającą limit dyfrakcyjny (do 10 nm). W tym celu ostrze AFM, pokryte metaliczną warstwą, oświetlane jest przez polichromatyczne źródło podczerwieni, co powoduje wytworzenie tzw. nano-ogniska (z ang. nano-focus). Oświetlanie ostrza (sondy) realizowane jest przez zwierciadło paraboliczne, które jednocześnie pełni funkcję kolektora światła wstecznie rozproszonego.
Oświetlanie metalicznej sondy AFM powoduje kumulację ładunku elektrycznego na jej końcu w wyniku oddziaływania padającej fali elektromagnetycznej, a dokładniej jej składowej pola elektrycznego, ze swobodnymi nośnikami w metalu. W rezultacie działanie ostrza sondy można porównać do nano-anteny, w której skumulowany ładunek elektryczny wytwarza na jej końcu zlokalizowane pole elektryczne.
W momencie kontaktu ostrza z próbką, w wyniku indukowania lokalnego pola zanikającego (z ang. evanescent field) zaobserwować można występowanie oddziaływania w polu bliskim pomiędzy ostrzem a powierzchnią próbki. Efekt ten maleje nieliniowo z odległością sondy od badanej powierzchni. Prowadzi to do modyfikacji światła wstecznie rozpraszanego przez ostrze, które zbierane jest przez zwierciadło paraboliczne, a następnie rejestrowane przez detektor. Badanie lokalnych właściwości spektroskopowych odbywa się poprzez skanowanie powierzchni punkt po punkcie przez sondę pokrytą metaliczną warstwą z jednoczesnym pomiarem widma w podczerwieni przy użyciu źródła światła i interferometru. W praktyce najczęściej wykonuje się pomiary w pojedynczych punktach, co znacząco skraca czas pomiaru.

## Mierzone wielkości

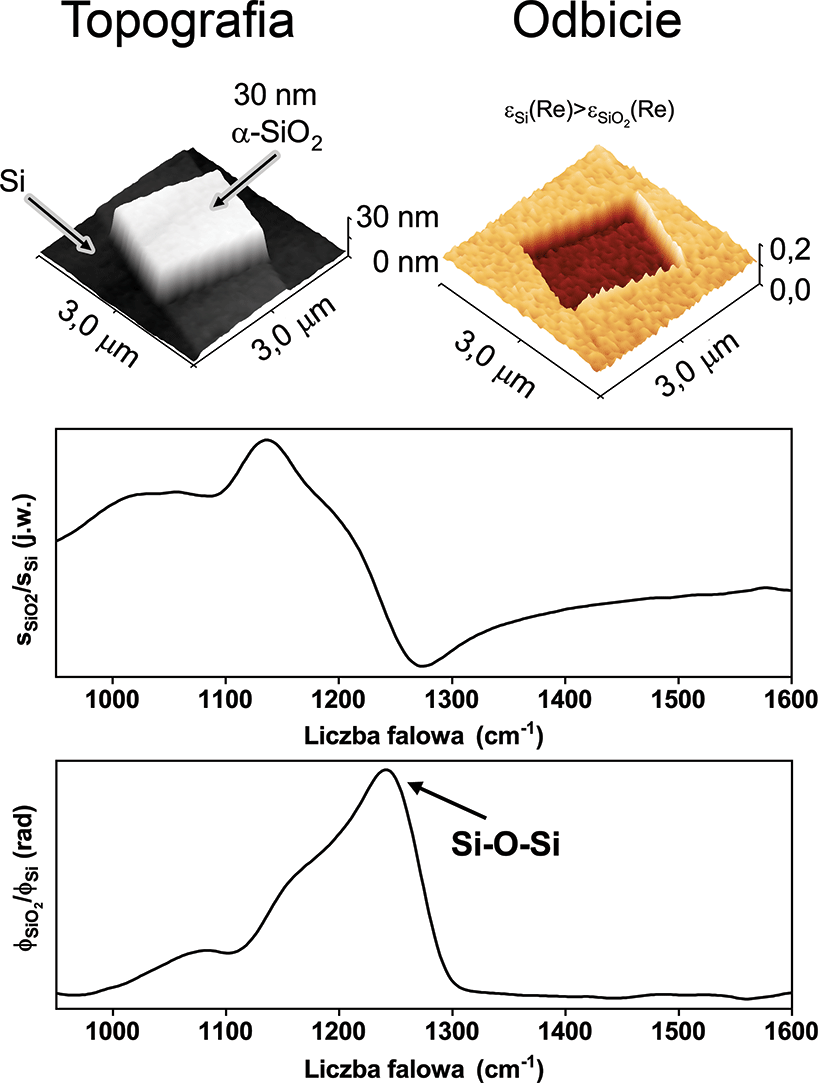
Przykładowy pomiar widma nano-FTIR zmierzonego na krysztale SiO_{2} o grubości około 30 nm. W porównaniu z obrazem topografii powierzchni, obraz odbicia w obszarze SiO_{2} jest wklęsły. Wynika to z właściwości optycznych krzemionki, dla której współczynnik odbicia jest mniejszy, niż dla krystalicznego krzemu. Przedstawione widmo nano-FTIR zawiera charakterystyczne drganie rozciągające Si-O-Si.

Do opisu oddziaływania w polu bliskim, które występuje pomiędzy ostrzem a próbką wykorzystuje się tzw. współczynnik rozpraszania {\displaystyle \sigma ,} wyrażany w postaci wielkości zespolonej:
{\displaystyle \sigma =s\exp(i\varphi ),}
gdzie {\displaystyle s} oraz {\displaystyle \varphi } oznaczają odpowiednio amplitudę i fazę pola bliskiego. Współczynnik rozpraszania {\displaystyle \sigma } łączy ze sobą składowe pola elektrycznego: padającą {\displaystyle E_{in}} i rozproszoną {\displaystyle E_{sc}} w następującej postaci:
{\displaystyle E_{sc}=\sigma E_{in}.}
Całkowita wartość rozpraszanego pola elektrycznego {\displaystyle E_{sc}} jest sumą dwóch składowych: składowej tła {\displaystyle E_{bg},} związanej z oddziaływaniem próbki i padającego światła w polu dalekim (z ang. far field) oraz składowej pola bliskiego {\displaystyle E_{nf},} wynikającej z dipolowego oddziaływania pomiędzy ostrzem a próbką:
{\displaystyle E_{sc}=E_{bg}+E_{nf}.}
Mierzona przez detektor intensywność sygnału rozproszonego {\displaystyle I_{sc}} jest proporcjonalna do kwadratu modułu natężenia rozpraszanego pola elektrycznego:
{\displaystyle I_{sc}\propto \left\vert E_{sc}\right\vert ^{2}=\left\vert E_{bg}+E_{nf}\right\vert ^{2}=(E_{bg}+E_{nf})(E_{bg}+E_{nf})^{*}.}
W praktyce składowa tła jest wielkością niepożądaną, dlatego dąży się do zminimalizowania jej wkładu podczas pomiaru. W tym celu wykorzystuje się metodę detekcji fazoczułej (z ang. lock-in), w której mierzony sygnał optyczny modulowany jest ze stałą częstotliwością. Realizuje się to przez wykorzystanie mikroskopu sił atomowych, który pracuje w trybie kontaktu przerywanego (z ang. tapping mode), w którym sonda cyklicznie uderza badaną powierzchnię z zadaną częstotliwością {\displaystyle \Omega } (zwykle wynoszącą około 250 kHz). Wprowadza dodatkową modulację mierzonego sygnału, wówczas natężenie modulowanego pola elektrycznego wyrażone jest przez:
{\displaystyle E_{sc}=E_{nf}+E_{bg}=\sum _{n=0}^{\infty }E_{nf,n}\cos(n\Omega t)+\sum _{n=0}^{\infty }E_{bg,n}\cos(n\Omega t),}
gdzie:
{\displaystyle E_{nf,n}=\sigma _{nf,n}E_{in}=s_{nf,n}\exp(i\varphi _{nf,n})E_{in}} oraz
{\displaystyle E_{bg,n}=\sigma _{bg,n}E_{in}=s_{bg,n}\exp(i\varphi _{bg,n})E_{in},}
natomiast {\displaystyle n} oznacza n-ty rząd współczynników Fouriera dla {\displaystyle E_{nf}} i {\displaystyle E_{bg}} w postaci zespolonej.
Istotną zaletą oddziaływania w polu bliskim jest jego nieliniowy zanik wraz ze wzrostem odległości ostrza od powierzchni próbki. Dzięki temu, sygnały wyższych harmonicznych {\displaystyle n\Omega } (dla n=2, 3 itd.) zawierają wkład pochodzący od sygnału bliskiego pola. Obserwowany sygnał tła nie zależy od odległości ostrza od próbki, jedynie zmienia się wraz z lokalnymi właściwościami powierzchni, przez co jego udział w sygnałach wyższych harmonicznych zanika. Ostatecznie, przy założeniu że wartość {\displaystyle E_{bg,n}} dla wyższych rzędów demodulacji (n>1) jest pomijalna, intensywność sygnału rozpraszania dla drugiego i wyższych rzędów demodulacji wyznaczana jest w postaci:
{\displaystyle U_{n}=E_{bg,0}E_{nf,n}^{*}+E_{nf,n}E_{bg,0}^{*}.}
Z powyższego równania wynika, że każda harmoniczna rejestrowanego sygnału zawiera czynnik {\displaystyle E_{bg,0}} związany z udziałem tła, dlatego całkowita kompensacja tła w mierzonym sygnale możliwa jest przy zastosowaniu dodatkowej detekcji interferometrycznej, która umożliwia rejestrację sygnału bliskiego pola w postaci amplitudy {\displaystyle s(\omega )} i fazy {\displaystyle \varphi (\omega )} pozbawioną udziału tła.

## Normalizacja widm
Podobnie jak w klasycznej spektroskopii FTIR, widma nano-FTIR muszą zostać znormalizowane. Dokonuje się jej w celu zminimalizowania wpływu działania aparatury na otrzymane wyniki oraz umożliwieniu jakościowej analizy widm otrzymanych m.in. w różnych zakresach spektralnych, odstępach czasu lub przy wykorzystaniu innych parametrów eksperymentalnych. W odróżnieniu do techniki FTIR, źródłem sygnału pola bliskiego jest oddziaływanie pomiędzy próbką a sondą, dlatego też pomiar tła bez wykorzystania materiału odniesienia (np. w powietrzu) jest bezcelowy. W tym celu wykorzystuje się materiały, które w badanym zakresie widma nie wykazują absorpcji oraz innych zjawisk rezonansowych, np. wzbudzania polarytonów: ekscytonowych, fononowych lub plazmonowych. Najczęściej wykorzystywanymi materiałami odniesienia w pomiarach nano-FTIR są złoto oraz krzem. Proces normalizacji widma nano-FTIR składa się z dwóch etapów: w pierwszej kolejności dokonuje się pomiaru widma na materiale referencyjnym, a następnie wykonywany jest pomiar widma materiału badanego z zachowaniem tych samych parametrów eksperymentalnych (amplituda drgań dźwigni AFM, zakres i rozdzielczość spektralna, mocy źródła promieniowania).
Wynikiem transformcji Fouriera interferogramu otrzymanego dla pomiaru referencyjnego są dwie wielkości: amplituda odniesienia {\displaystyle s_{2,ref(\omega )}} oraz faza odniesienia {\displaystyle \varphi _{2,ref(\omega )}.}
Normalizacja widma nano-FTIR dokonywana jest na podstawie odniesienia sygnałów amplitudy {\displaystyle s_{2(\omega )}} oraz fazy {\displaystyle \varphi _{2(\omega )}} badanego materiału do sygnałów referencyjnych i wyrażona są w postaci: {\displaystyle {\frac {s_{2(\omega )}}{s_{2,ref(\omega )}}}} oraz {\displaystyle {\frac {\varphi _{2(\omega )}}{\varphi _{2,ref(\omega )}}}.}

## Źródła promieniowania
Dostępne komercyjnie spektrometry nano-FTIR wyposażone są w szerokopasmowe źródła promieniowania laserowego, które generują światło podczerwone w oparciu o optykę nieliniową (różnicową generację częstotliwości – DFG) w zakresie tzw. molekularnego odcisku palca 700 – 2200 cm−1 i 2500 – 4000 cm−1 o łącznej mocy około 1 mW. Możliwe jest również wykorzystanie źródeł promieniowania termicznego oraz lamp łukowych[cyt], stosowanych w klasycznych układach do spektroskopii w podczerwieni, jednakże z uwagi na niewielką moc optyczną (rzędu pikowatów) oraz rozwój technik laserowych nie znalazły one powszechnego zastosowania.
Istotnym przełomem w rozwoju techniki nano-FTIR było wykorzystanie promieniowania synchrotronowego, które umożliwiło wykonywanie badań w znacznie szerszym zakresie spektralnym.

## Zastosowania
Technika nano-FTIR, dzięki możliwości badania lokalnych właściwości absorpcyjnych z jednoczesnym uzyskiwaniem informacji o topografii powierzchni badanej próbki z rozdzielczością przestrzenną na poziomie 20 nm znajduje szerokie zastosowanie w badaniach:
- materiałów krystalicznych[26] i cienkich warstw[1][6][27] poprzez analizę lokalnych właściwości fizycznych (przewodnictwa, efektów rezonansowych), mechanicznych (naprężeń) oraz obserwację efektów fizykochemicznych (np. korozji lub katalizy), struktury minerałów;
- półprzewodników – określanie lokalnej koncentracji nośników[2][4][5];
- materiałów kompozytowych poprzez charakteryzację ich struktury[2], i koncentracji[7];
- polimerów, umożliwiając analizę chemiczną[1][11][12], rozróżnienie odmian polimorficznych oraz ich uporządkowania[10][12];
- materiałów biologicznych, w tym: błon komórkowych[13], struktury kości, włosów kompleksów białek[9] oraz ich struktury drugorzędowej[9], obrazowanie pojedynczych wirusów[8][9].